# Mueller Manufacturing Company
Mueller Manufacturing Company war ein US-amerikanisches Unternehmen im Bereich Maschinenbau. Es gibt auch Hinweise auf die Firmierung H. Mueller Manufacturing Company.

## Unternehmensgeschichte
Hieronymus Mueller gründete 1893 das Unternehmen in Decatur in Illinois. Er hatte sechs Söhne, die alle mitarbeiteten. Sie waren im Bereich Wasserinstallation und Gaszähler aktiv. 1895 wurde ein Fahrzeug von Benz & Cie. importiert. Dies wurde überarbeitet und beim Chicago Times Herald Contest eingeschrieben. 1896 begann die Produktion eigener Automobile. Der Markenname lautete Mueller. 1899 endete die Fahrzeugproduktion. Soweit bekannt, entstanden vier Fahrzeuge. Mueller starb 1900. Im Januar 1901 wurde der gesamte Fahrzeugbereich des Unternehmens zum Kauf angeboten.
1952 existierte das Unternehmen noch. Danach verliert sich die Spur.
Mueller Industries sieht sich als Nachfolgeunternehmen.
Es gab keine Verbindung zur Mueller Motor Car Company, die ab 1909 den gleichen Markennamen für ihre Fahrzeuge verwendete.

## Fahrzeuge
H. Mueller importierte Benz Victoria vis-à-vis-Wagen mit Einzylindermotor. Er vergrößerte die Bohrung von 130 mm auf 140 mm, montierte anstelle des originalen Zweiganggetriebes eines mit drei Gängen plus Rückwärtsgang, verbesserte das Kühlsystem und verwendete eigene Zündkerzen und Vergaser. 1895 nahm Mueller an den beiden ersten Automobil-Rennen in den USA teil, Anfang November am "Probe-Rennen" Chicago-Vaukegan-Chicago und am Chicago Times-Herald Race am 22. November 1895. Auch am New Yorker Cosmopolitan Road Race, 1896, nahm Mueller mit einer Roger-Benz Victoria teil.
1897 stellte Mueller einen Viersitzer mit der Bezeichnung Mercury vor. Dieser hatte einen Dos-à-dos-Aufbau und einen wassergekühlten Zweizylindermotor mit 4 PS. Frontal waren die Kühlwasserschleifen montiert. Die Antriebskraft wurde per Ketten an die Hinterachse übertragen.

Eines der folgenden Fahrzeuge hatte einen Zweizylindermotor und vier Sitze in Fahrtrichtung.

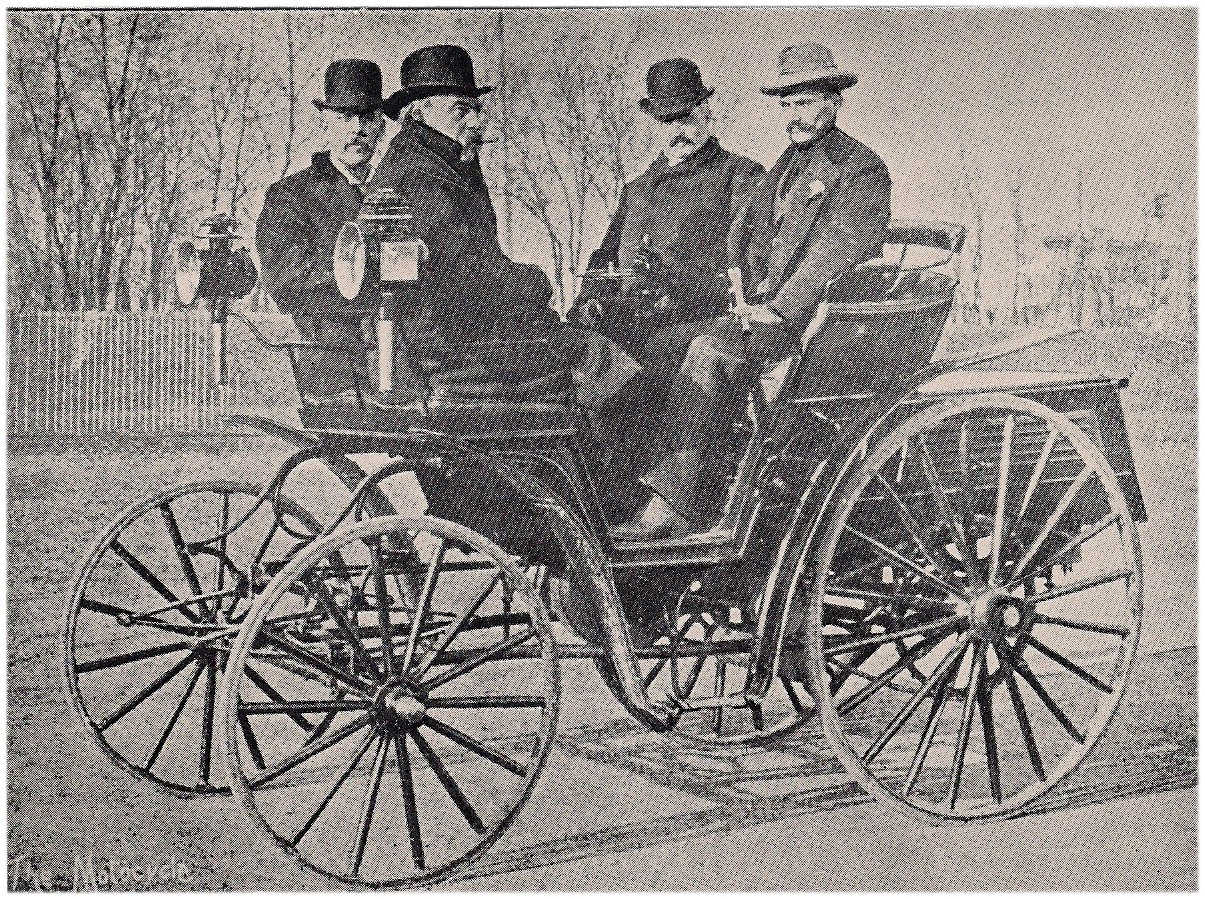
Mueller-Benz Victoria vis-à-vis (1895)
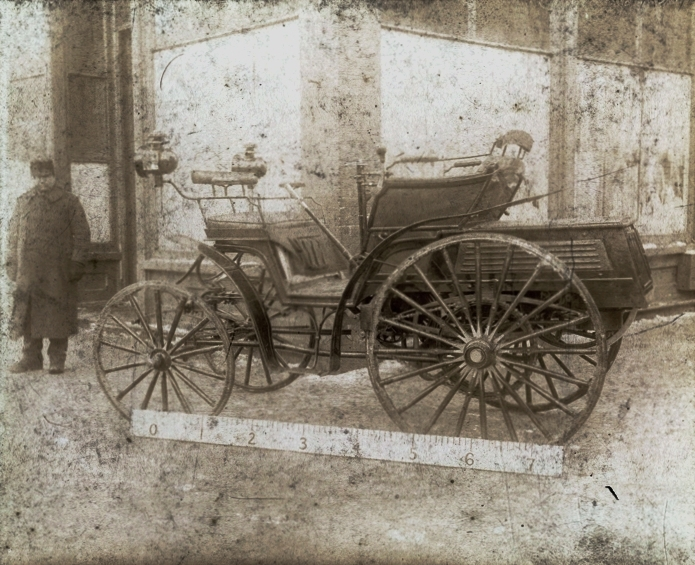
Mueller-Benz Victoria (1895 Chicago Times-Herald Race)
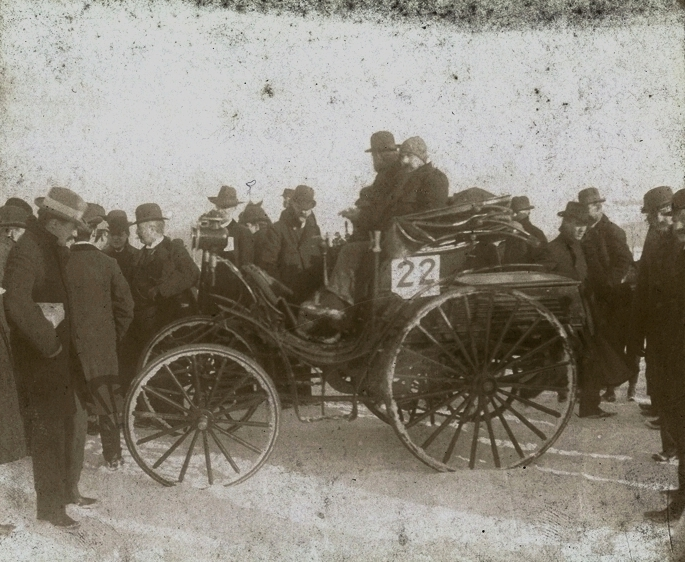
Mueller-Benz (1895 Chicago Times-Herald Race, O'Connor no.22)
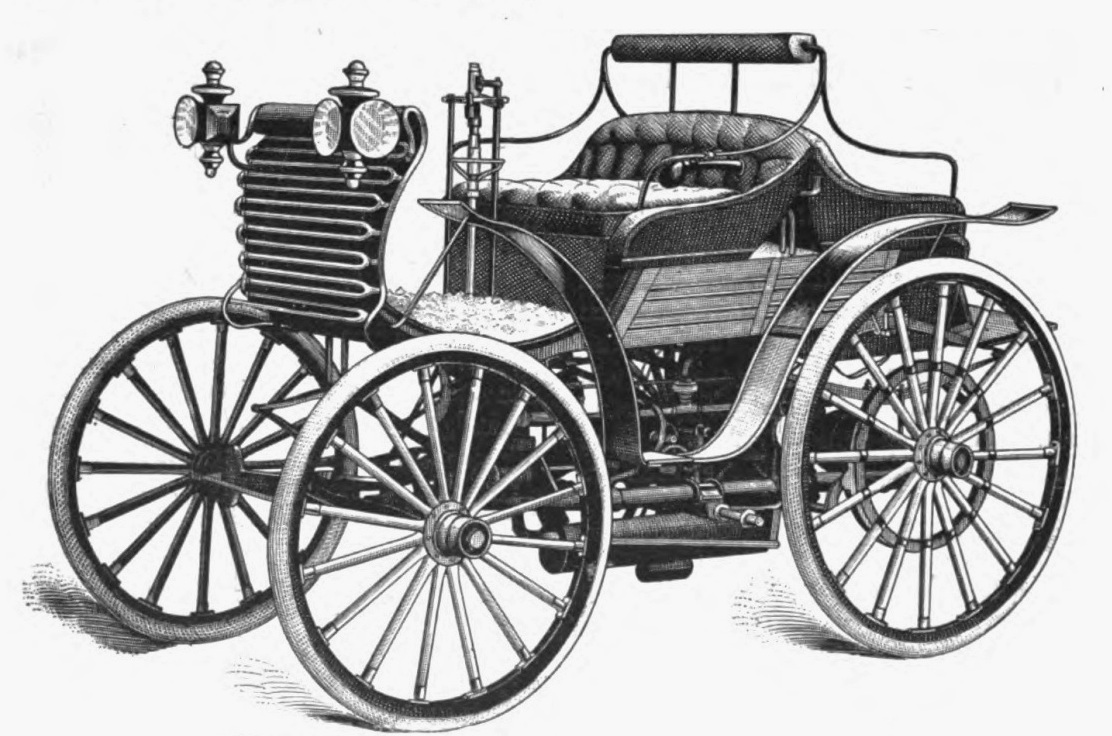
Mueller Mercury 4 HP (1897)